# Нурдин, Эмма
Эмма Элизабет Нурдин (швед. Emma Elisabeth Nordin; род. 22 марта 1991, Эрншёльдсвик, Вестерноррланд) — шведская хоккеистка, нападающая, игрок «Лулео-МССК» и сборной Швеции. Четырёхкратная чемпионка Швеции, является второй хоккеисткой в истории чемпионата по количеству забитых шайб, дважды (в 2018 и 2019 годах) признавалась игроком года в Швеции. Участница Олимпийских игр 2010, 2014 и 2018 годов, а также 6 чемпионатов мира.

## Клубная карьера
Профессиональную карьеру начала в 13-летнем возрасте в клубе МОДО из родного для себя Эрншёльдсвика. Перед сезоном 2011/12 была назначена ассистентом капитана команды, а по его итогам впервые стала чемпионкой Швеции.
В 2015 году перешла в новообразованный клуб «Лулео-МССК». Несмотря на то, что последние игры плей-офф первого для себя сезона в новой команде она была вынуждена пропустить из-за травмы, полученной на сборах составе национальной команды, в 31 матче чемпионата спортсменка забросила 31 шайбу и набрала 62 очка; этот результат является наилучшим в карьере хоккеистки. Став третьей по количеству забитых шайб в сезоне, она была признана нападающей года, а клуб впервые выиграл чемпионство.
В сезоне 2018/19 удалось повторить своё достижение по количеству заброшенных шайб: 31 гол в ворота соперников позволил ей стать лучшим голеадором чемпионата, а набранные 59 результативных очков — третьей по этому показателю в сезоне.
Несмотря на пропущенные хоккеисткой из-за травмы спины 13 матчей чемпионата в сезоне 2019/20, 35 её набранных очков помогли «Лулео-МССК» пробиться в плей-офф. Однако в связи с пандемией COVID-19 в Швеции розыгрыш чемпионата был отменён, а Нурдин заявила о том, что это было сделано правильно, так как ни у одной команды не должно быть связанного с этой ситуацией преимущества.

## Карьера в сборной
В составе сборной Швеции до 18 лет дважды принимала участие в юниорских чемпионатах мира: в 2008 году вместе с «тре крунур» она стала 4-й, а в 2009 завоевала «бронзу».
С 2008 года спортсменка выступает также за взрослую команду Швеции. В её составе она выступала на крупнейших соревнованиях: чемпионатах мира 2008, 2009, 2011, 2015, 2017, 2019 годов и зимних Олимпийских играх 2010, 2014 и 2018 годов, однако ни одной медали сборной завоевать не удалось.